# Melanolophia triloba
Melanolophia triloba là một loài bướm đêm trong họ Geometridae.